# Bartolomeo Vitturi
Bartolomeo Vitturi (né vers 1710 et mort après 1753) est un librettiste italien d'opéras.

## Biographie
On sait peu de choses de la vie de Vitturi. Entre 1731 et 1753, il a écrit pour les différents opéras de Venise 17 livrets, qui ont été mis en musique pour la majorité par Albinoni et Galuppi.

## Style
À deux exceptions près, les  livrets de Vitturi appartiennent au genre de l'Opera seria. Ils suivent généralement strictement les principes énoncés par l'Académie d'Arcadie et traitent de préférence des textes anciens, souvent concernant la Perse ou le Moyen-Orient.

## Œuvres (liste partielle)
- L'odio vinto dalla costanza (d'après Antonio Marchi; mis en musique par Antonio Vivaldi, 1731)
- Ardelinda (mis en musique par Tomaso Albinoni, 1732)
- Tigrane (mis en musique par Giuseppe Antonio Paganelli, 1733)
- Candalide (mis en musique par Tomaso Albinoni, 1734)
- Tamiri (mis en musique par Baldassarre Galuppi, 1734)
- Ergilda (mis en musique par Baldassarre Galuppi, 1736)
- Demofoonte (mis en musique par Giovanni Battista Lampugnani, 1738)
- Li amori sfortunati di Ormindo (serenata; mis en musique par Baldassare Galuppi, 1738)
- Candaspe (mis en musique par Giovanni Battista Casali, 1740)
- Artamene (mis en musique par Tomaso Albinoni, 1741)
- Benerice (mis en musique par Baldassarre Galuppi, 1741; mis en musique par Nicola Conti, 1743)
- La forza del sangue (pastorale; mis en musique par Giuseppe Antonio Paganelli, 1743)
- Pompeo in Armenia (mis en musique par Giuseppe Scarlatti, 1744; mis en musique par Giuseppe Sarti, 1752)
- La gara per la gloria (divertimento teatrale; mis en musique par Gaetano Latilla, 1744)
- I rigiri delle cantarine (dramma giocoso; mis en musique par Francesco Maggiore, 1745)
- Armida (basé sur le poème Gerusalemme liberata de Le Tasse; mis en musique par Ferdinando Bertoni, 1746)
- Chi tutto abbraccia nulla stringe (dramma giocoso; mis en musique par Giuseppe Scolari, 1753)
- Micoraste (mis en musique par Antonio Sacchini, 1769)